# Садома, Савелий Евгеньевич
Савелий Евгеньевич Садома (род. 12 октября 1998, Находка, Приморский край, Россия) — российский боксёр-любитель и профессионал, выступающий во второй средней, и в полутяжёлой весовых категориях. Мастер спорта России международного класса, член сборной России в 2020-х годах, бронзовый призёр чемпионата мира (2021), чемпион России (2021), серебряный призёр Всероссийской Спартакиады (2022), многократный победитель и призёр международных и национальных первенств в любителях. Победитель командного полупрофессионального турнира «Лига бокса. Интерконтинентальный Кубок» (2022).
Лучшая позиция по рейтингу BoxRec — 121-я (июль 2023) и являлся 7-м среди российских боксёров полутяжёлой весовой категории, — входя в ТОП-125 лучших полутяжеловесов всего мира.

## Биография
Родился 12 октября 1998 года в городе Находка, в Приморском крае, в России.

## Любительская карьера
В мае 2018 года он стал серебряным призёром в весе до 81 кг международного турнира памяти героя Советского Союза Константина Короткова в Хабаровске, где он в финале по очкам (1:4) проиграл опытному соотечественнику Артёму Агееву.

### 2021 год
В начале сентября 2021 года в Кемерово стал чемпионом России в категории до 80 кг. Где он в 1/16 финала по очкам победил Александра Куприянова, затем в 1/8 финала по очкам победил Виталия Котова, в четвертьфинале по очкам победил Василия Каверина, в полуфинале решением большинства судей (4:1) победил Руслана Колесникова, и в финале единогласным решением судей победил Андрея Косенкова.
В начале ноября 2021 года в Белграде (Сербия) стал бронзовым призёром чемпионата мира, в полутяжёлой весовой категории (до 80 кг). Где он в 1/32 финала по очкам решением большинства судей (счёт: 4:1) победил тайца Джаккапонга Йомхота, затем в 1/16 финала досрочно — нокаутом во 2-м раунде победил армянина Амбарцума Акопяна, в 1/8 финала по очкам единогласным решением судей (счёт: 5:0) победил черногорца Петара Марчича, в четвертьфинале по очкам единогласным решением судей (счёт: 5:0) победил молдаванина Андрея Чирякова, но в полуфинале по очкам решением большинства судей (счёт: 1:4) проиграл белорусу Алексею Алфёрову, — который в итоге стал серебряным призёром чемпионата мира 2021 года.

### 2022 год
В феврале 2022 года участвовал в престижном международном турнире «Странджа» проходившем в Софии (Болгария), где он в четвертьфинале, в конкурентном бою по очкам раздельным решением судей проиграл опытному казахскому боксёру Ерасылу Жакпекову.
В августе 2022 года, в Москве стал серебряным призёром в категории до 80 кг Всероссийской Спартакиады между субъектами РФ по летним видам спорта среди сильнейших спортсменов, где он в четвертьфинале единогласным решением судей победил опытного Дмитрия Муратова, затем в полуфинале единогласным решением судей победил Сергея Сергеева из Татарстана, но в финале единогласным решением судей проиграл Василию Каверину из Иркутской области.
В начале октября 2022 года в Чите стал серебряным призёром чемпионата России в категории до 80 кг, где он в 1/16 финала соревнований по очкам единогласным решением судей победил Олега Жаркова, затем в 1/8 финала по очкам единогласным решением судей (5:0) победил Михаила Захарьева, в четвертьфинале по очкам единогласным решением судей (5:0) победил опытного Расула Алиева, в полуфинале в очень конкурентном бою по очкам опять победил опытного петербуржца Руслана Колесникова, но в финале по очкам единогласным решением судей проиграл опытному Имаму Хатаеву.

## Профессиональная карьера
В июне 2022 года в составе команды Сборной России стал победителем коммерческого командного Интерконтинентального Кубка «Лига бокса» прошедшего в Москве, и организованного букмекерской компанией «Лига Ставок» и телеканалом «Первый канал». Кубок прошёл по полупрофессиональным правилам: проходили 4-х раундовые бои по профессиональным правилам, но в мягких любительских боксёрских перчатках. Садома участвовал в двух из четырёх турнирах этого Кубка выступая в весе до 80 кг, и досрочно победил техническим нокаутом намибийца Антони Дамьяна из команды Африки, но раздельным решением судей уступил опытному узбеку Одилжону Аслонову из команды Азии.
9 июля 2022 года состоялся его дебют на профессиональном ринге в Екатеринбурге, в полутяжёлом весе, где он единогласным решением судей победил опытного узбека Фарруха Джураева (6-6-1).

## Статистика профессиональных боёв
В таблице перечислены результаты всех поединков боксёров.
В каждой строке указан результат поединка. Дополнительно номер поединка обозначен цветом, который обозначает итог поединка. Расшифровка обозначений и цветов представлена в нижеследующей таблице.
| Пример | Расшифровка                     |
| ------ | ------------------------------- |
|        | Победа                          |
|        | Ничья                           |
|        | Поражение                       |
|        | Планируемый поединок            |
|        | Поединок признан несостоявшимся |
| КО     | Нокаут                          |
| ТКО    | Технический нокаут              |
| PTS    | Решение судей (по очкам)        |
| UD     | Единогласное решение судей      |
| MD     | Решение большинства судей       |
| SD     | Раздельное решение судей        |
| RTD    | Отказ от продолжения боя        |
| DQ     | Дисквалификация                 |
| NC     | Поединок признан несостоявшимся |

| 3 поединка, 3 победы (1 нокаутом). | 3 поединка, 3 победы (1 нокаутом). | 3 поединка, 3 победы (1 нокаутом). | 3 поединка, 3 победы (1 нокаутом). | 3 поединка, 3 победы (1 нокаутом).                             | 3 поединка, 3 победы (1 нокаутом). | 3 поединка, 3 победы (1 нокаутом).                                 |
| Бой                                | Рекорд                             | Дата боя                           | Соперник                           | Место проведения боя                                           | Раундов, время                     | Дополнительно                                                      |
| ---------------------------------- | ---------------------------------- | ---------------------------------- | ---------------------------------- | -------------------------------------------------------------- | ---------------------------------- | ------------------------------------------------------------------ |
| 3                                  | 3-0                                | 17 июня 2023                       | Евгений Иванов (1-0)               | RCC Boxing Academy, Екатеринбург, Свердловская область, Россия | UD 6 (6)                           |                                                                    |
| 2                                  | 2-0                                | 11 декабря 2022                    | Абдулазиз Матазимов (14-10)        | ДИВС, Екатеринбург, Свердловская область, Россия               | KO 3 (6), 1:52                     |                                                                    |
| 1                                  | 1-0                                | 9 июля 2022                        | Фаррух Джураев (6-6-1)             | КРК «Уралец», Екатеринбург, Свердловская область, Россия       | UD 4 (4)                           | Счёт судей: 39-37, 40-36 (дважды). Дебют в профессиональном боксе. |

## Спортивные результаты
- Чемпионат мира по боксу 2021 года — ;
- Чемпионат России по боксу 2021 года — ;
- Всероссийская спартакиада 2022 года — .